# Hans-Joachim Schwarze

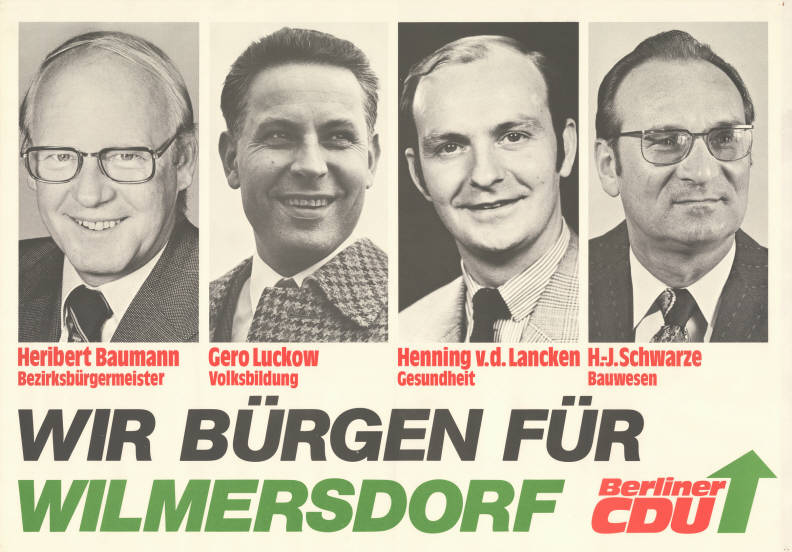
Wahlplakat für die Berliner Wahl 1975 der CDU Wilmersdorf (von links nach rechts): Heribert Baumann, Gero Luckow, Henning von der Lancken und Hans-Joachim Schwarze

Hans-Joachim Schwarze (* 17. April 1917 in Apolda; † 17. November 1995 in Berlin) war ein deutscher Politiker (CDU).
Hans-Joachim Schwarze besuchte ein Realgymnasium und legte 1937 das Abitur ab. Er studierte an der Hochschule für Welthandel in Wien und der Universität Jena. 1946 trat er der CDU bei und schloss ein Jahr später das Studium als Diplom-Volkswirt ab. Schwarze wurde Verwaltungsdirektor der Hochschule für Architektur in Weimar.
Nach der Flucht nach West-Berlin 1950 arbeitete Schwarze als Angestellter beim Senat von Berlin, später beim Bundeshaus Berlin. Bei der Berliner Wahl 1954 wurde er in die Bezirksverordnetenversammlung (BVV) im Bezirk Wilmersdorf gewählt. Nach der folgenden Wahl 1958 wurde er 1959 von der BVV Wilmersdorf zum Bezirksstadtrat gewählt. In der 8. Wahlperiode (1971–1975) war er wieder Bezirksverordneter in Wilmersdorf. Bei der Wahl 1975 konnte Schwarze das Direktmandat im Wahlkreis Wilmersdorf 4 im Abgeordnetenhaus von Berlin gewinnen und schied daher aus dem Amt des Bezirksstadtrats aus. 1979 schied er aus dem Parlament aus.